# Ülvü Qänizadä
Ülvü Aslan oğlu Qänizadä (azerbajdzjanska: Ülvü Aslan oğlu Qənizadə), född 1 januari 1999, är en azerisk brottare som tävlar i grekisk-romersk stil.

## Karriär
Vid EM 2025 i Bratislava tog Qänizadä brons i 72 kg-klassen efter att ha besegrat Aliaksandr Liavonchyk i bronsmatchen.